# Laconi
Laconi (Làconi in sardo) è un comune italiano di 1 615 abitanti della provincia di Oristano in Sardegna.

## Geografia fisica
Laconi sorge su un costone dell'altipiano del Sarcidano, la sua altitudine varia dai circa 500 ai 635 m s.l.m. della stazione ferroviaria. Il suo vasto territorio che si estende per quasi 125 km² è tra i più vari e ricchi dal punto di vista naturalistico e geologico della Sardegna.
Il comune comprende tre frazioni: "Crastu", posta nella parte pianeggiante del territorio, "S. Sofia" e "Su Lau", che si trovano sull'altipiano del Sarcidano. Il territorio di Laconi conserva ancora vaste porzioni di bosco e possiede decine di sorgenti.

## Storia

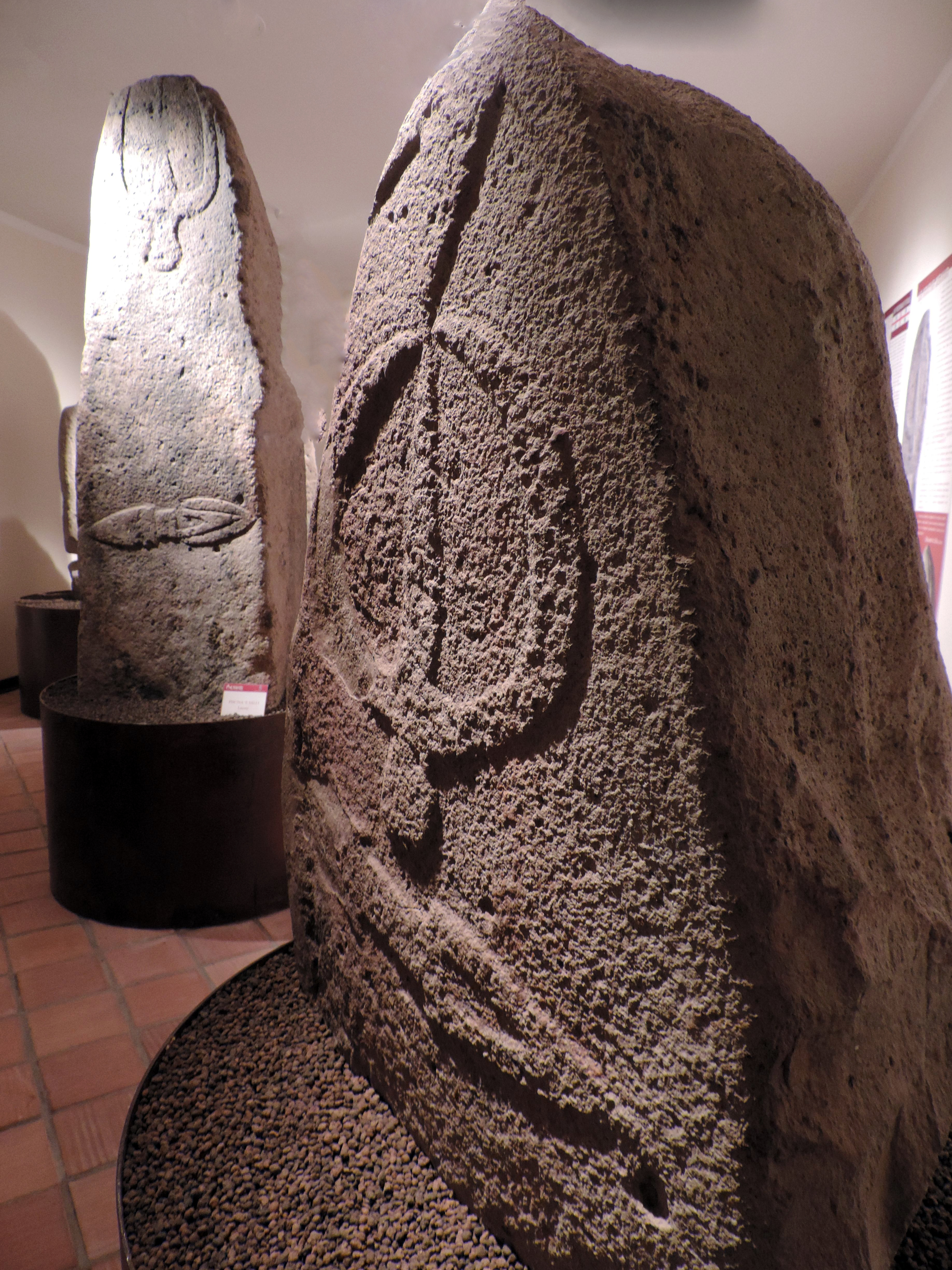
Statue menhir

Le tracce più antiche della presenza dell'uomo nel territorio di Laconi appartengono al Neolitico Antico (6000-4500 a.C.). I ritrovamenti effettuati nelle numerose spelonche evidenziano lo stanziamento di gruppi di cacciatori: ne sono una prova i reperti rinvenuti nella "Grotta Leòri" e a "Sa Spilunca Manna".
Tra la fine del neolitico e l'inizio dell'Età dei metalli (3700-2400 a.C.), quando prende piede l'agricoltura e l'allevamento, prendono vita le prime forme di insediamento permanente attraverso villaggi di capanne testimoniati dai resti presenti a Sarcidanu, Monte Feurrèddu, e a Cirquìttus. Le testimonianze del periodo successivo (2500-1800 a.C.) sono affidate ai numerosi menhir presenti nelle campagne di Laconi.
La Civiltà nuragica, così come in tutta la Sardegna, ha lasciato i segni più evidenti della presenza dell'uomo. Il numero di nuraghi presenti evidenzia l'importanza del territorio nell'antichità. Oltre ad un cospicuo numero di nuraghi, sono presenti le domus de janas di Is Mureddas, Cirquittus, Pranu 'e Arranas e di Pranu Corongiu. L'importanza strategica del luogo oltre ad essere evidenziata dai numerosi nuraghi è confermata dai resti di una fortificazione Cartaginese del V secolo a.C. A partire dall'anno 238 a.C. è possibile trovare i segni della presenza dei Romani.
Anche l'etimologia del nome Laconi, seppur non certa ma probabile, sottolinea l'importanza del luogo: risalirebbe infatti al sardo preromano lacana, ovvero “confine o limite”.

### Dall'età giudicale a quella moderna
Laconi viene citata per la prima volta su documenti scritti in epoca bizantina (XI e XII secolo), quando la Sardegna è divisa in Giudicati. Proprio da Laconi proveniva la potente famiglia dei Lacon, che ritroviamo in numerose casate giudicali (Lacon-Gunale, Lacon-Serra, Lacon-Zori, Lacon-Massa). Il 24 gennaio 1388 giungono a Laconi i rappresentanti per la firma della pace tra Arborensi e Aragonesi.
Nel 1421 Alfonso V d'Aragona affida  Laconi, Genoni e Nuragus a Giovanni De Sena. Dal 1479 il governo passa ad Enrico Enriquez, permettendo la nascita del marchesato dei Castelvì.

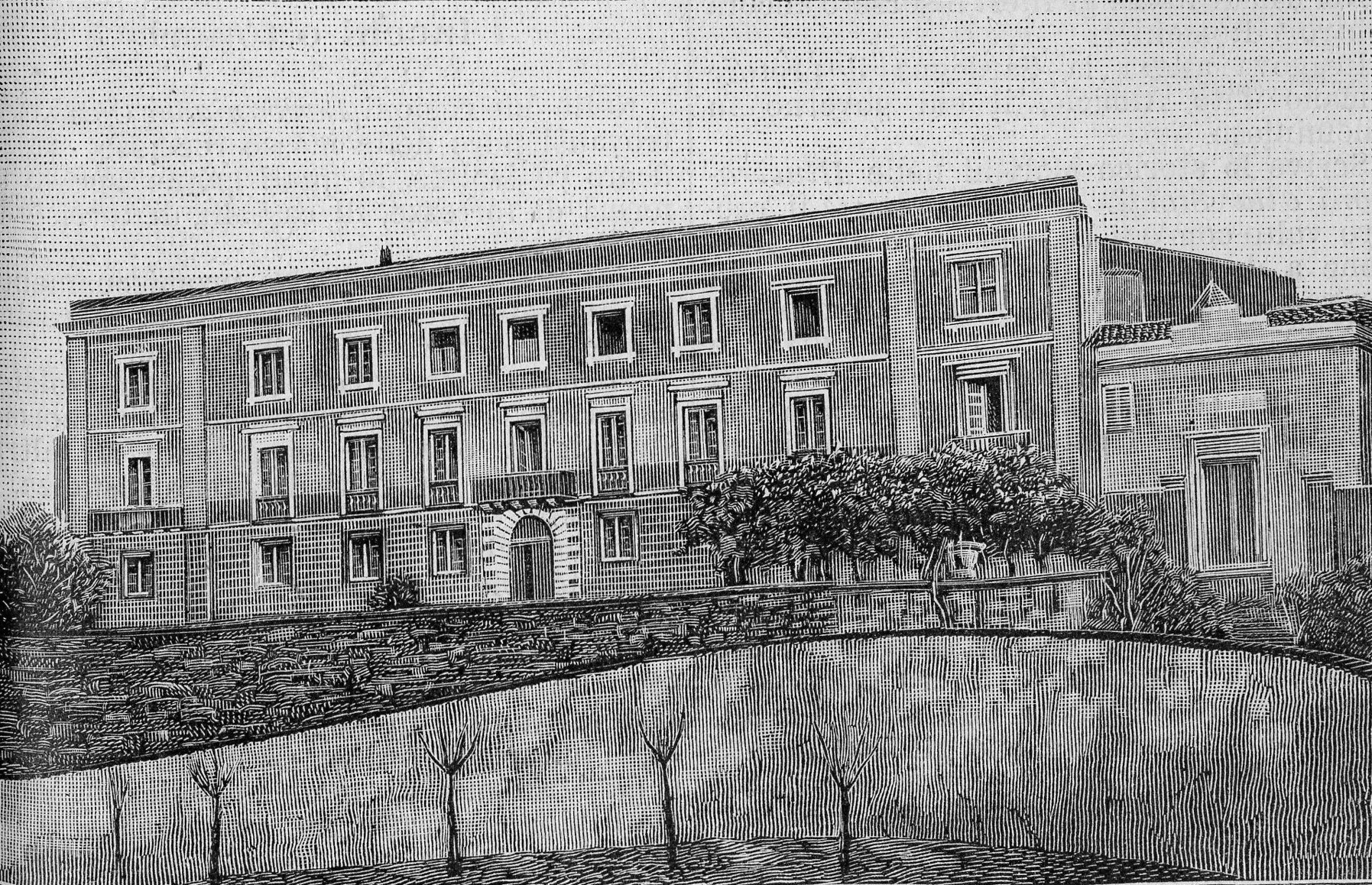
Palazzo Aymerich (xilografia 1901)

Nella notte fra il 20 e 21 giugno del 1668 Agostino di Castelvì viene assassinato, e successivamente Francesca Zatrillas di Siete Fuentes, rimasta vedova, si risposa con Silvestro Aymerich. Nel 1733 dopo alterne vicende (fronda sarda - omicidio del viceré Camarassa), divenne marchese di Làconi Giuseppe Aymerich figlio di Caterina Castelvì, moglie di Gabriele Aymerich.
Nel 1870 a Laconi viene costruita la strada statale permettendo lo sviluppo economico della zona.

### Comune di Oristano

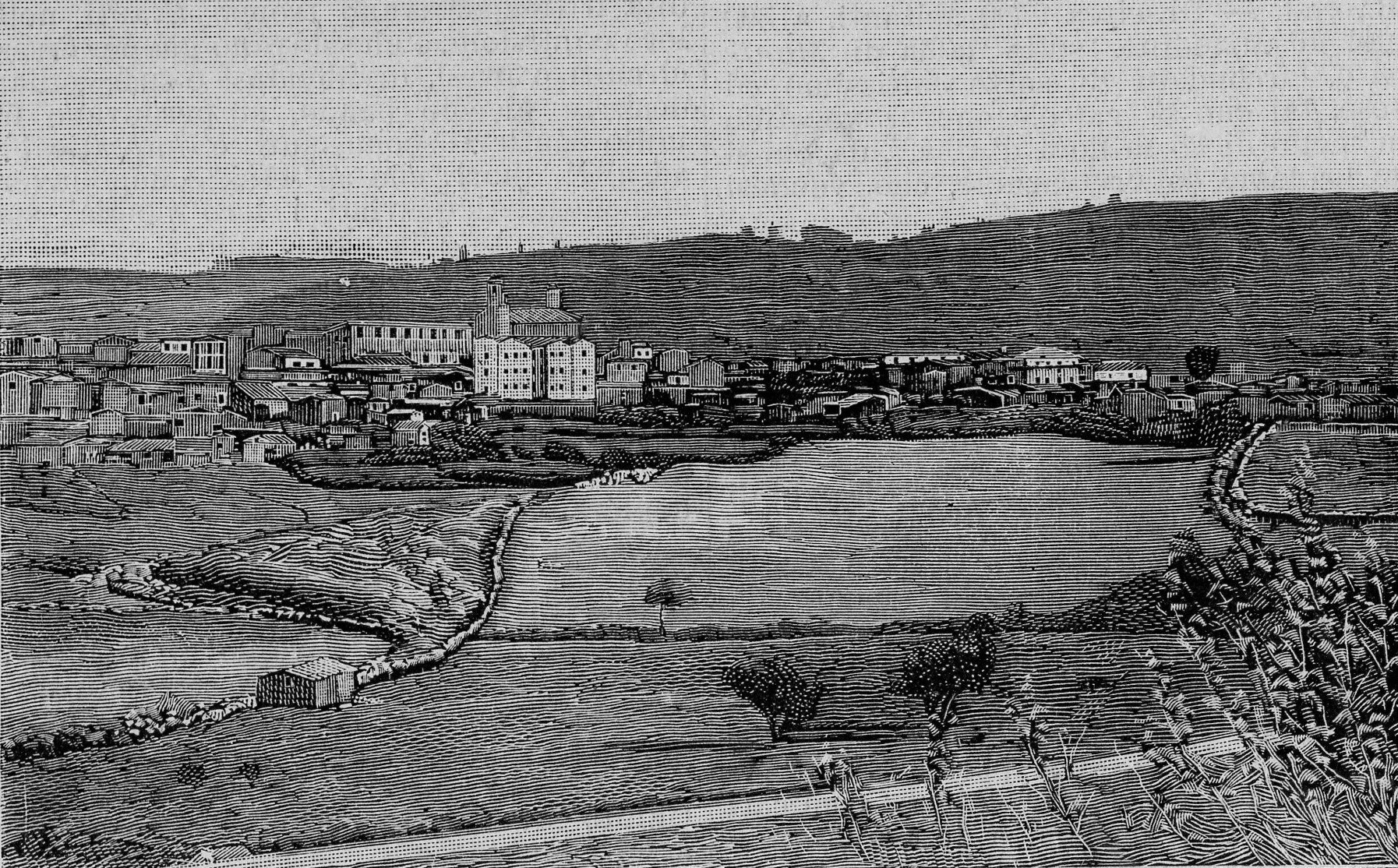
Panorama di Laconi (xilografia 1901)

Il 1º aprile 1889 con l'apertura all'esercizio della tratta ferroviaria a scartamento ridotto Isili - Meana Sardo facente parte della linea Isili-Sorgono delle Strade Ferrate Secondarie della Sardegna, Laconi è raggiunta dalla ferrovia, dal 2010 gestita dall'ARST e attiva, dal 1997, solo per il servizio turistico Trenino Verde.
Nel 1927 Laconi passa dalla provincia di Cagliari alla neonata Provincia di Nuoro. Con delibera comunale nell'agosto del 1999, anche a seguito di un referendum nel quale i sì furono il 94%, si chiese il passaggio alla provincia di Oristano. Conseguentemente, ai sensi della Legge Regionale n. 10 del 13 ottobre 2003, che ha ridefinito le circoscrizioni delle nuove province sarde, il comune è passato alla Provincia di Oristano.

## Monumenti e luoghi d'interesse

### Architetture religiose

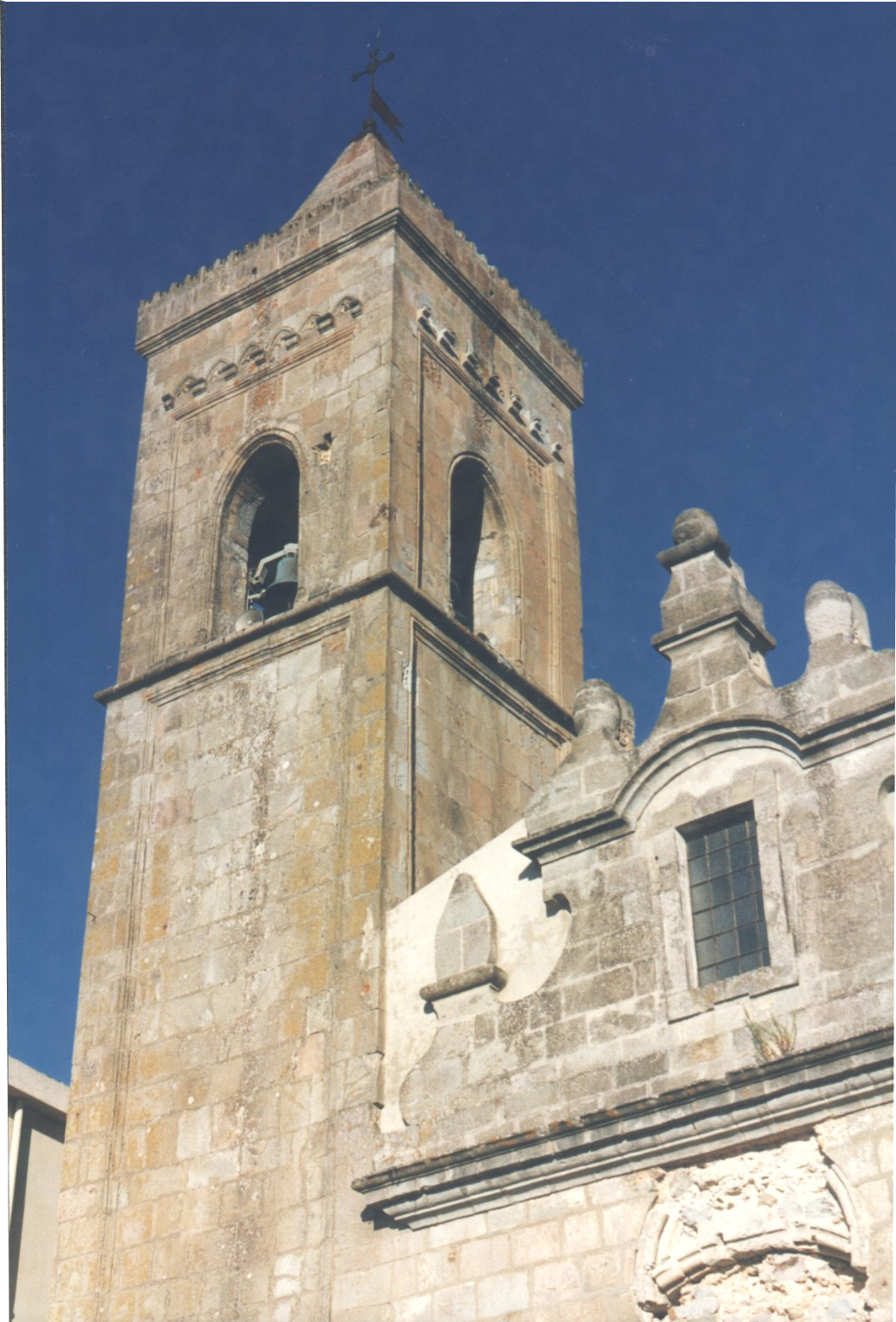
Chiesa di Sant'Ambrogio e Sant'Ignazio da Laconi

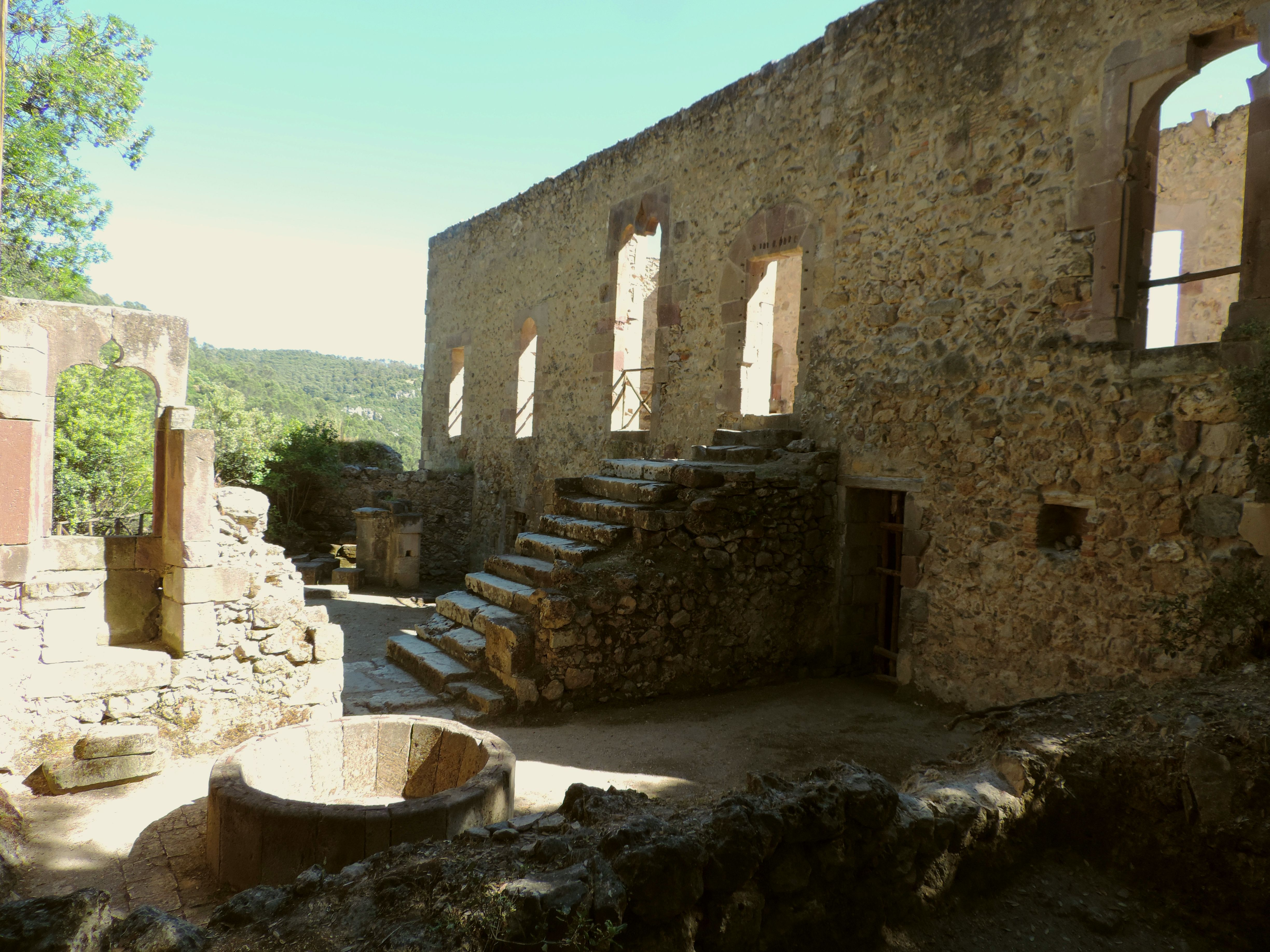
Resti del castello medievale di Laconi

- Casa natale di Sant'Ignazio da Laconi
- Chiesa di Sant'Ambrogio e Sant'Ignazio da Laconi
- Chiesa di Sant'Antonio Abate
- Chiesa di San Daniele
- Chiesa di San Giovanni

### Architetture civili
- Palazzo Aymerich

### Architetture militari
- Castello Aymerich

### Luoghi di interesse naturalistico
- Foresta di Funtanamela
- Giardino Aymerich
- Parco Aymerich

## Economia

### Turismo
Laconi si fregia della Bandiera Arancione, certificazione di qualità turistica e ambientale del Touring Club Italiano.

## Società

### Evoluzione demografica
Abitanti censiti

### Lingue e dialetti
La variante del sardo parlata a Laconi è il barbaricino centrale.

## Cultura

### Musei
- Museo della statuaria preistorica in Sardegna, ospitato presso il Palazzo Aymerich
- Museo d'arte sacra e dei Missionari: tra le varie opere esposte vi è una scultura lignea raffigurante Gesù Bambino in trono dormiente, di iconografia unica in Sardegna, ma molto diffusa in Spagna. Infatti l'opera è considerata di produzione spagnola e risalente alla fine del XVI secolo.[8]

### Feste e tradizioni
- La festa più sentita dai laconesi è senza dubbio quella che si celebra per Sant'Antoni 'e su fogu ossia Sant'Antonio abate, in onore del quale ogni anno vengono accesi in vari rioni del paese dei grandi falò, detti "fogones", il maggiore dei quali viene eretto nel sagrato della chiesa a lui dedicata che si trova nella parte alta del centro abitato. Mentre il fuoco arde si fa festa, si mangiano salsicce arrosto, vengono offerti dei dolci, tra cui il prelibato "pane de saba" locale, e si beve del buon vino. Ma quello che avviene la vigilia del 17 gennaio non è che la conclusione di una lunga organizzazione che nei giorni precedenti vede impegnati diversi gruppi di persone (le leve o "fedales", gruppi di amici, associazioni), nel trasporto dei tronchi necessari per i falò, dai boschi che circondano Laconi. Il trasporto della legna viene preceduto da una vera e propria festa, generalmente un pranzo organizzato in campagna dove vengono preparati dei piatti tipici, tra i quali non manca il maialetto arrosto, il tutto innaffiato dal buon vino locale. Quando viene trasportato il tronco si raggiunge senz'altro il momento più eccitante, anticamente veniva generalmente caricato sui carri trinati dai buoi, mentre ora si usa caricarlo sopra i moderni trattori, che oltre ai tronchi accoglieranno molte persone urlanti e felici. Una specificità della festa laconese è rappresentata dai motti che si urlano a squarciagola: un gruppo dice "Sant'Antò!" e un altro risponderà "Toidò!", il significato di queste parole misteriose è incerto, però questo mette in evidenza l'allegria e la devozione della gente per il Santo. Altra usanza legata a questa festa è quella di annerirsi la faccia con il carbone, rito legato appunto al fuoco e forse all'inizio del Carnevale, in questa occasione, infatti, fanno la loro prima uscita "Is Corongiaios", la tipica maschera carnevalesca laconese.
- Alla fine del mese di agosto si celebra la grande festa in onore di Sant'Ignazio da Laconi: per alcuni giorni migliaia di pellegrini provenienti da varie parti della Sardegna si danno appuntamento per quella che rappresenta una festa religiosa e non solo. Il Parco Aymerich viene preso d'assalto da gruppi di villeggianti che dopo aver onorato il santo in chiesa o presso la casa che gli diede i natali nel 1701, lo onorano a tavola. All'ingresso del paese nel ponte di Muru decine di arrostitori preparano muggini e anguille arrosto, mentre poco più su vi sono gli arrostitori di carne, con le tradizionali "paradas", una sorta di trattoria volante. Nelle strade del paese si organizza una piccola fiera con le bancarelle che vendono di tutto: dai campanacci per pecore e buoi ai finimenti per cavalli, dagli immancabili torroni di Tonara alla "carapigna" di Aritzo. Dopo le serate con balli e canti, la festa si conclude con una processione a cui partecipano vari gruppi in costume tradizionali e cavalieri che precedono il simulacro del santo che viaggia su un carro trainato da un giogo di buoi.
- Altre feste si celebrano a maggio per San Daniele presso la chiesetta campestre a lui dedicata e per San Giovanni a cui è dedicata la chiesa nei pressi del cimitero.
- Il Carnevale o "Segaripezza" vede protagonisti "Is Corongiaios", la maschera tradizionale di Laconi, riscoperta da alcuni anni dopo un lungo periodo di oblio.

## Infrastrutture e trasporti
Il comune è attraversato dalla ferrovia Isili-Sorgono, linea a scartamento ridotto in uso dal 1997 per esclusivi scopi turistici legati al servizio Trenino Verde dell'ARST. Tre gli scali presenti nel territorio: si tratta delle stazioni di Laconi e Funtanamela e della fermata di Su Lau, utilizzate prevalentemente in periodo estivo.

## Amministrazione
| Periodo         | Periodo         | Primo cittadino      | Partito                          | Carica  | Note |
| --------------- | --------------- | -------------------- | -------------------------------- | ------- | ---- |
| 23 aprile 1995  | 16 aprile 2000  | Ignazio Paolo Pisu   | Lista civica                     | Sindaco |      |
| 16 aprile 2000  | 9 maggio 2005   | Ignazio Paolo Pisu   | Lista civica                     | Sindaco |      |
| 9 maggio 2005   | 31 maggio 2010  | Fausto Fulghesu      | Lista civica                     | Sindaco |      |
| 31 maggio 2010  | 31 maggio 2015  | Ignazio Paolo Pisu   | Lista civica "Laconi che cambia" | Sindaco |      |
| 31 maggio 2015  | 26 ottobre 2020 | Anna Paola Zaccheddu | Lista civica "Giovine Laconi"    | Sindaco |      |
| 26 ottobre 2020 | in carica       | Salvatore Argiolas   | Lista civica "Laconi nel cuore"  | Sindaco |      |

### Gemellaggi
- Villazzano (TN)
- Beit Sahour